# Риста Стевановић Старачки
Риста Стевановић Старачки око 1870, Старац, Османско царство, је био српски четник и четнички војвода из времена четничке акције у Старој Србији почетком 20. века.